# غوجار
غوجار هي قرية في مقاطعة أرومية، إيران. يقدر عدد سكانها بـ 988 نسمة بحسب إحصاء 2016.